# Leucania biscornuta
Leucania biscornuta là một loài bướm đêm trong họ Noctuidae.